# Gonionotophis grantii
Espèce
Synonymes
- Simocephalus grantii Günther, 1863
- Gonyonotus grantii (Günther, 1863)

Statut de conservation UICN

 LC  : Préoccupation mineure
Gonionotophis grantii est une espèce de serpents de la famille des Lamprophiidae et présente en Afrique.

## Répartition
Cette espèce se rencontre :
- au Sénégal ;
- en Guinée ;
- en Guinée-Bissau ;
- en Côte d'Ivoire ;
- au Ghana ;
- au Togo ;
- au Nigeria ;
- au Cameroun ;
- dans le sud-ouest du Tchad ;
- en République centrafricaine.

Sa présence est incertaine au Bénin.

## Étymologie
Cette espèce est nommée en l'honneur de Robert Edmond Grant.

## Publication originale
- Günther, 1863 : Third account of new species of snakes in the collection of the British Museum. Annals and magazine of natural history, ser. 3, vol. 12, p. 348-365 (texte intégral).